# Xiph.Org

логотип

Xiph.Org Foundation — некомерційна організація, метою якої є розробка і просування вільного, відкритого програмного забезпечення і протоколів, в основному для роботи з мультимедіа.
Головними проектами фундації є сімейство форматів Ogg, найпомітнішим серед яких є Vorbis, відкритий і вільний аудіо-формат і кодек, розроблений як суперник власницьких патентованих MP3 та AAC. Поточна робота зосередилася на Theora, відкритому і вільному відео-форматі і кодеку, який має конкурувати з патентованими MPEG-4, RealVideo і Windows Media Video.

## Назва
Слово «Xiph» ( [zɪf] або [ksif] ) походить від лат. Xiphophorus helleri — «зелений мечоносець». На логотипі зображена риба, проте вона не має із зеленим мечоносцем нічого спільного.

## Проекти Xiph.Org Foundation
- Ogg
  - Vorbis
  - Theora
  - FLAC
  - Speex
  - Tremor
  - OggPCM
  - Skeleton  [Архівовано 2 січня 2009 у Wayback Machine.]
  - RTP-container
  - CMML
  - CELT
- libao
- Xiph QuickTime Components
- Annodex
- cdparanoia
- XSPF
- Icecast
- Ices

## Виноски
1. ↑  What's in a name? (англійською) . Xiph.Org. Архів оригіналу за 27 лютого 2012. Процитовано 30 липня 2008.